# Леях
Леях (урду ليّہ, англ. Layyah або Leiah) — місто у Пакистані, адміністративний центр однойменного району у провінції Пенджаб.

## Географія
Леях розташований на центрі країни у пустелі Тхал. Лежить на річці Інд.

### Клімат
Місто знаходиться у зоні, котра характеризується кліматом тропічних пустель. Найтепліший місяць — червень із середньою температурою 35.6 °C (96 °F). Найхолодніший місяць — січень, із середньою температурою 11.7 °С (53 °F).
| Клімат Леяха            | Клімат Леяха | Клімат Леяха | Клімат Леяха | Клімат Леяха | Клімат Леяха | Клімат Леяха | Клімат Леяха | Клімат Леяха | Клімат Леяха | Клімат Леяха | Клімат Леяха | Клімат Леяха | Клімат Леяха |
| Показник                | Січ.         | Лют.         | Бер.         | Квіт.        | Трав.        | Черв.        | Лип.         | Серп.        | Вер.         | Жовт.        | Лист.        | Груд.        | Рік          |
| Середній максимум, °C   | 20           | 23           | 28           | 35           | 41           | 43           | 40           | 38           | 38           | 35           | 28           | 23           | 32           |
| Середня температура, °C | 12           | 15           | 20           | 27           | 32           | 36           | 34           | 33           | 31           | 26           | 18           | 13           | 24           |
| Середній мінімум, °C    | 4            | 8            | 12           | 18           | 24           | 29           | 28           | 28           | 24           | 17           | 9            | 4            | 17           |
| Норма опадів, мм        | 12           | 18           | 34           | 24           | 15           | 15           | 61           | 44           | 16           | 5            | 2            | 8            | 254          |
| ----------------------- | ------------ | ------------ | ------------ | ------------ | ------------ | ------------ | ------------ | ------------ | ------------ | ------------ | ------------ | ------------ | ------------ |
| Джерело: Weatherbase    |              |              |              |              |              |              |              |              |              |              |              |              |              |